# Guariba (São Paulo)
Guariba é um município brasileiro do estado de São Paulo pertencente a Região Metropolitana de Ribeirão Preto (RMRP).

## História

### Fundação

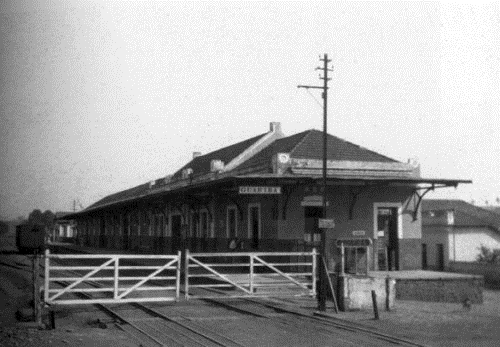
Estação Ferroviária de Guariba

O município de Guariba foi fundado em 21 de setembro de 1895, coincidentemente com o início da primavera, por isso é conhecida como "cidade primavera". Seu contexto histórico começa quando o Brasil passava pela ascensão do café e das estradas de ferro, dominando assim, o mercado mundial da cafeicultura. Nesta época republicana, era de trabalho não-escravo, os fazendeiros usavam da mão-de-obra do imigrante, majotariamente de origem italiana, e o transporte ferroviário avançava paulatinamente. Com a crescente do café por todo o território brasileiro, o Governo libera concessões para a criação de novas estradas de ferro. A história de Guariba começa exatamente quando concedida à concessão de prolongamento da estrada de ferro entre Araraquara – Jaboticabal. Dessa forma, foram criadas as estações ferroviárias de Rincão, Timbira, Motuca, Joá, Hammond (Fazenda Barreiro) e, finalmente a Estação Guariba, sendo instalada em 6 de junho de 1892.
As terras do município de Guariba constituíam uma sesmaria denominada Sesmaria dos Pintos ou Sesmaria da Cachoeira, em terras de Araraquara e Jaboticabal.
Foram formando-se em grandes propriedades agrícolas, que pela excelência das terras, tornaram utilizadas para plantio de café, riqueza econômica do país na época.
A Fazenda das Macaúbas, era cortada pelo rio Mogi-Guaçu perto do Porto Pinheiro. Um grupo de sertanistas constatou muitos bandos de macacos da espécie “Bugio Alouatta Guariba”, no qual em homenagem se deu o nome da cidade.
Após sucessivas reuniões para a fundação do povoado, ao lado da estação férrea, surgiram avanços para o povoado com a construção da Capela de São Mateus, o Padroeiro da cidade, cuja imagem foi doada por Joaquim Mateus Correa. Na época a expansão da cafeicultura no leste Paulista proporcionou condições necessárias ao desenvolvimento da cidades que recebeu muitas famílias de imigrantes europeus.
Após a fundação e instalação da estação ferroviária, o Bispado de São Paulo inaugura a Capela de São Mateus de Guariba. Em 1895, Guariba possuía uma estação ferroviária, capela, pequena hospedaria, uma casa comercial, cerca de 80 casas residenciais e cemitério. Dois dias após a fundação do povoado, foi criado o distrito policial com a construção da cadeia pública, onde é atualmente a praça Sílvio Vaz de Arruda.
A partir dos anos 1900, a cidade vai se estruturando para a sua autonomia, é criada em 15 de outubro do corrente ano a Paróquia de São Matheus de Guariba, em 1902 é fundado o jornal O Guaribense, configurando papel importante na imprensa e na divulgação dos ideais locais. Como também, há uma preocupação com a organização da vida associativa na cidade, que mesmo pequena já estruturava diferentes grupos culturais, racionalizando e dando dinâmica à vida urbana: É criada a Sociedade Musical Internacional (1904), a Sociedade Dramático Beneficente (1908), Societá di Mutuo Soccorso fra Italiani Uniti (01/02/1910), Associação Esportiva de Football (1915), e a Caixa de Crédito Agrícola (1916). Posteriormente, em 1917, Guariba já contava com um cinema, o Éden, e inaugurado em janeiro de 1918 a Gazeta de Guariba, que a partir de 1927.
O acesso de Guariba diretamente ligado pela ferrovia a São Paulo e ao Porto de Santos, juntamente com a alta do preço do café em 1918, favoreceram o município, que naquela época já contava com uma zona agrícola (de Guariba ao Rio Mogi) e outra zona pastoril (de Guariba às divisas de Taquaritinga). Em estudos apresentados por Capri (s/d), apontam o desenvolvimento da cidade no ano de 1922: Iluminação elétrica, rede telefônica e telegráfica, Santa Casa de Misericórdia (1 fábrica de cerveja, 2 olarias, 2 oficinas mecânicas, 1 serraria, 3 máquinas de beneficiar arroz, 2 máquinas para café, 2 máquinas para algodão, um jornal, 2 médicos, 2 dentistas, 3 farmácias, hotéis, campo de football.

### Emancipação Política
A freguesia foi criada por Lei Estadual de nº. 917 de 3 de agosto de 1904 dentro do território do município de Jaboticabal. Em 1911, Guariba tornou-se distrito do município de Jaboticabal.
Pela Lei Estadual nº. 1562 de 6 de novembro de 1917, Guariba ganhou sua autonomia administrativa tornando-se município, que foi instalado em 10 de abril de 1918.
Com o aumento de imigrantes italianos e a crise de 1929 no setor cafeeiro, gerava insatisfação dos produtores e trabalhadores rurais. Na crise do café, Guariba sofreu uma retração econômica, somente superada por volta de 1950, quando a firma Prado e Chaves instalou uma usina de açúcar. A cultura da cana-de-açúcar espalhou-se por toda a região, atraindo grande migração, principalmente de mineiros e nordestinos para a cidade.
Em 30 de novembro de 1938, pelo decreto-lei nº. 9775, o município de Guariba adquiriu o distrito de Pradópolis, destacado do município de Sertãozinho.
A Lei Estadual nº. 8092 de 28 de fevereiro de 1964 desmembra de Guariba o distrito de Pradópolis, que se torna autônomo.
Foram fundadas as usinas Bonfim e São Martinho, trazendo desenvolvimento e empregos para Guariba. Sendo que em 1959, a Usina São Martinho, antiga Fazenda São Martinho, passa a pertencer ao município de Pradópolis, já a Usina Bonfim, pertence a Guariba efetiva até hoje.
Em maio de 1984 houve greve histórica dos boias-frias devido aos baixos salários e alto custo de vida, resultando em descontentamento dos trabalhadores. Houve vandalismo urbano e repressão dos migrantes trabalhadores, na época maioria baianos e mineiros. Chegando ao fim com a intervenção da tropa de choque da Polícia Militar.
A greve provocou uma grande repercussão nacional e internacional, devido a não existir protestos e violência urbana no interior de São Paulo, na época considerado pacato e também por mostrar as terríveis condições de exploração a que eram submetidos os trabalhadores rurais.
O protesto alavancou muito nas mudanças da lei trabalhista rural, conquistas firmadas através de um acordo que ficou conhecido como “Acordo de Guariba”.

## Geografia
Localiza-se a uma latitude 21º21'36" sul e a uma longitude 48º13'42" oeste, estando a uma altitude média de 618 metros. Possui uma área de 270,454 km², com os seguintes municípios adjacentes: Pradópolis, Jaboticabal, Taquaritinga, Santa Ernestina, Dobrada e Motuca.

### Rodovias
- SP-253 Deputado Cunha Bueno
- SP-326 Brigadeiro Faria Lima

## Demografia
Dados do Censo - 2010
População total: 35.491
- Urbana: 34.753
- Rural: 738
- Homens: 17.914
- Mulheres: 17.577

Densidade demográfica (hab./km²): 114,96
Mortalidade infantil até 1 ano (por mil): 18,79
Expectativa de vida (anos): 69,73
Taxa de fecundidade (filhos por mulher): 2,33
Taxa de alfabetização: 85,75%
Índice de Desenvolvimento Humano (IDH-M): 0,756
- IDH-M Renda: 0,692
- IDH-M Longevidade: 0,746
- IDH-M Educação: 0,829

(Fonte: IPEADATA)

### Etnias
| Cor/Raça | Percentagem |
| -------- | ----------- |
| Branca   | 47,8%       |
| Preta    | 6,6%        |
| Parda    | 45,3%       |
| Amarela  | 0,4%        |
| Indígena | 0,0%        |

Fonte: Censo 2014

## Política e administração
- Prefeito: Francisco Dias Mancano Junior (2025/2028)
- Vice-prefeito: Daniel Louzada (2025/2028).
- Presidente da câmara:

## Infraestrutura

### Educação
O município, estabelecido nos primórdios do Brasil Republicano, como as demais cidades paulistas fundadas ao largo da Estrada de Ferro, foi marcado pela improvisada ocupação da área e, consequentemente, suas necessidades foram sendo atendidas da mesma forma. Por isso, a constituição de escolas em Guariba foi acontecendo de forma tímida, como também, na maioria das cidades do País.
Durante este período, há a presença de escolas isoladas, alguns professores que contratados por fazendeiros locais, agrupavam alunos para aulas particulares ou em grupo. Foi possível identificar a presença de outro professor que passou por Guariba e exerceu o magistério por meio de aulas particulares, há, também, registros de que exames escolares eram realizados em Guariba desde o final do século XIX, para a promoção dos alunos, sob a regência dos Inspetores Literários Municipais de Jaboticabal.
Verifica-se que a educação na cidade não assumiu nos primórdios do município um papel necessário para a formação da população, que em sua maioria, eram trabalhadores rurais e não necessitavam do serviço intelectual para o desenvolvimento de seus trabalhos. Este quadro era diferente quando referia-se aos filhos dos fazendeiros, que recebiam instrução em escolas isoladas nas fazendas ou com professores particulares.
Em Guariba, somente com a instalação do Distrito de Paz em 1904, o Estado inaugurou as duas primeiras escolas: Uma escola masculina sob a regência do professor Francisco Antônio de Miranda; e uma escola feminina sob a direção de sua esposa Emília Etelvina de Miranda. Logo em 1905 são inauguradas as segundas escolas estaduais, sob a direção de outro casal de professores: Francisco Algodoal e Luísa Algodoal. Neste mesmo período é criada a primeira escola rural, na Fazenda Santa Cândida, “para atender especialmente, aos filhos do casal Botelho do Amaral”. Ainda, segundo a autora, há registros de que muitos jovens de Guariba, filhos da elite local, completavam os seus estudos em São Paulo ou que as filhas desta elite, frequentavam a Escola Normal de São Carlos.
A partir de então, há uma preocupação maior com o investimento educativo. Sendo este ponto, uma das questões apontadas na luta pela independência de Guariba em relação a Jaboticabal, “pois havia queixas de que Jaboticabal e o governo estadual não estavam dando a devida atenção para a falta extrema da de escolas para os guaribenses”. Vale destacar que, em 1916, Guariba já contava com 250 alunos, e uma população estimada a 8.000 habitantes
Como Distrito de Jaboticabal, Guariba estava sujeita ao controle das escolas e cursos pelos Inspetores Literários Municipais daquela comarca. Somente com a autonomia do município em 1917, já em 1918, na primeira sessão da Câmara Municipal, pela Lei nº 5 cria duas escolas municipais e já nomeia o seu primeiro Inspetor Literário Municipal. Isto devido à insatisfação da comunidade local em relação à cidade de Jaboticabal, diante da questão educacional e de outros interesses políticos. 
Em Guariba, principalmente nos anos 1920, há um crescimento significativo de alunos matriculados na rede de ensino: em 1922 registra-se nas escolas do município (estaduais e municipais) 320 alunos. Porém, entendemos que o crescimento populacional também evoluiu e a demanda por vagas ainda era insuficiente, mesmo existindo tal crescimento no número de matrícula. 
Por isso, neste período, a Câmara Municipal, “pressiona o Governo Estadual reivindicando a criação e instalação do Grupo Escolar e a criação de seis Escolas Rurais” para o município. Assim, em 1925, é criado o primeiro Grupo Escolar de Guariba, resultado do agrupamento de várias escolas estaduais da sede em um único prédio. Com também, são criadas as seis escolas rurais pretendidas. 
A criação do Grupo Escolar de Guariba, ao surgir após reforma paulista, faz parte deste projeto educativo de ampliação da oferta de vaga para a classe popular. Sua estrutura estava baseada em um modelo seriado e gradual. Estruturado de acordo com os programas do Estado. Embora o seu prédio fosse adaptado para o funcionamento da escola, em 1928 já “contava com oito classes e dois períodos, com 324 alunos no início do ano e 249 ao final do período”. Seu primeiro diretor efetivo foi o Prof. José Leme Brisola.  Somente, 10 anos após a sua instalação, em 31 de outubro de 1935, foi registrada a compra de um terreno pela Prefeitura e doada à Fazenda do Estado para a construção do Grupo Escolar de Guariba e, em primeiro de maio de 1941, há a mudança do Grupo Escolar para o novo prédio no qual situa-se até hoje a instituição. Ainda em 1928, além do Grupo Escolar, Guariba contava com mais 6 escolas rurais e uma escola particular, o Externato São Mateus, da professora Semíramis Braga. Um total de 692 alunos matriculado no início do ano, tendo um término de 534 alunos concluintes.
Nos anos 1930, foi inaugurado em Guariba o Externato São Luís, educandário particular que atendia crianças que iniciavam o primário ou a população adolescente, na preparação para Exames de Admissão que aconteciam em Jaboticabal. O educandário funcionou até a década de 70, quando foi desativado. Registra-se também a fundação de uma Escola Municipal na fazenda da Neide, tendo a nomeação da Prof. Nix Falco. Somente em 1949 é criado o primeiro curso de educação de adultos, tendo como regente a Professora Laércia de Camargo Neves. 
Também na educação há reflexos da crise que viveu o país no início dos anos 1930, com o êxodo rural, há um declínio das matriculas nas escolas rurais, na cidade há uma oscilação entre 330 a 350 alunos. Ainda em 1939, há a transferência do Distrito de Pradópolis para o município de Guariba, acrescentando ao município uma escola na zona urbana, com 48 alunos, 4 escolas na Fazenda São Martinho, com cerca de 120 alunos.
Ainda de acordo com o autor, a partir dos anos 1950, há um crescimento na população com a chegada de migrantes advindos do nordeste do Brasil. Guariba cresceu de forma desordenada, principalmente devido ao êxodo rural, que provocou o desaparecimento das colônias das fazendas, fazendo crescer a necessidade por escolas. O ano de 1958 já registrava 1.270 alunos no curso primário. A partir de então há o surgimento entre os anos 1960 e 1970 de várias escolas: Ginásio Estadual  criado em 1957 e instalado provisoriamente no Grupo Escolar, tendo prédio próprio em 1959; em 1968 instala-se o Curso Pluri Curricular, no ano seguinte, a escola transforma-se em Colégio Estadual José Pacífico; o segundo Grupo Escolar, denominado Bento Carlos Botelho do Amaral é criado em 1969 e instalado em 16 de fevereiro de 1970. 
Ainda na década de 70 é criada a escola Professora Josephina de Camargo Neves; em 1975 instala-se o curso comercial de nível médio, depois Escola de 2º grau Francisco Grieco. 
Em 1983, é criada a escola Gino Bellodi e 1989 a escola Professor Luiz Garavello. Finalmente, em 1982 é autorizado o funcionamento da Escola Municipal de Educação Infantil Professora Anna Maria Sanches Rocca, instalada em 1983. 

### Comunicações
O sistema de telefones automáticos foi inaugurado na cidade em 1975 pela Telecomunicações de São Paulo (TELESP), que também implantou o sistema de discagem direta à distância (DDD) em 1978 com o código de área (0163). Anteriormente a cidade era atendida pela Companhia Telefônica Brasileira (CTB).
Na década de 90 o código DDD da cidade foi alterado para (016), para padronização do sistema telefônico com a telefonia celular que estava sendo implantada em todo o estado.

## Cultura e lazer

### Esportes

#### Futebol
No futebol, o município tem como representante o Guariba Esporte Clube, conhecido como "Cobra dos Canaviais", disputa o Campeonato Paulista de Futebol - Série B e manda seus jogos no Estádio Municipal Domingos Baldan, com capacidade para 5.123 pessoas.

#### Atletismo
A cidade se destaca em revelações de novos atletas, alcançando índices olímpicos e representando o Brasil em competições no mundo.
Anualmente, no mês de Setembro, nas comemorações do aniversário da cidade, é realizado a Meia Maratona Rústica de Guariba.

## Religião
O Cristianismo se faz presente na cidade da seguinte forma:

### Igreja católica
- A igreja faz parte da Diocese de Jaboticabal.[26]

### Igrejas evangélicas
- Assembleia de Deus Ministério do Belém.[27][28]
- Congregação Cristã no Brasil.[29]